# ノックス郡 (メイン州)
ノックス郡（英: Knox County）は、アメリカ合衆国メイン州にある郡である。人口は4万0607人（2020年） 。郡庁所在地はロックランドである。

## 地理
アメリカ合衆国統計局によると、この郡は総面積2,958 km2 (1,142 mi2) である。このうち947 km2 (366 mi2) が陸地で2,011 km2 (776 mi2) が水域である。総面積の67.98%が水域となっている。ここは元々Waldo Patentの一部であった。

### 隣接する郡
- ウォルド郡 - 北
- リンカーン郡 - 西

## 人口動勢
2000年国勢調査で、この郡は人口39,618人、16,608世帯、及び10,728家族が暮らしている。人口密度は42/km2 (108/mi2) である。23/km2 (59/mi2) の平均的な密度に21,612軒の住宅が建っている。この都市の人種的な構成は白人98.28%、アフリカン・アメリカン0.24%、先住民0.22%、アジア0.36%、太平洋諸島系0.01%、その他の人種0.12%、及び混血0.78%である。ここの人口の0.57%はヒスパニックまたはラテン系である。
この郡内の住民は22.40%が18歳未満の未成年、18歳以上24歳以下が6.30%、25歳以上44歳以下が27.40%、45歳以上64歳以下が26.70%、及び65歳以上が17.20%にわたっている。中央値年齢は41歳である。女性100人ごとに対して男性は95.20人である。18歳以上の女性100人ごとに対して男性は93.00人である。
この郡内の世帯ごとの平均的な収入は36,774米ドルであり、家族ごとの平均的な収入は43,819米ドルである。男性は30,704米ドルに対して女性は22,382米ドルの平均的な収入がある。この郡の一人当たりの収入 (per capita income) は19,981米ドルである。人口の10.10%及び家族の6.40% は貧困線以下である。全人口のうち18歳未満の11.90%及び65歳以上の8.00%は貧困線以下の生活を送っている。

## 都市及び町
- ロックランド（郡庁所在地）
- アップルトン (Appleton)
- カムデン (Camden)
- Cushing
- フレンドシップ (Friendship)
- ホープ (Hope)
- Isle au Haut
- Matinicus Isle
- North Haven
- Owls Head
- ロックポート (Rockport)
- サウストマストン (South Thomaston)
- セントジョージ (St. George)
- Thomaston
- ユニオン (Union)
- Vinalhaven
- ウォーレン (Warren)
- ワシントン (Washington)

## 地域
- Criehaven